# Nebojša Stojinović
Nebojša Stojinović, né le 14 avril 1975 à Belgrade en Šabac, est un handballeur serbe, évoluant au poste de gardien de but des années 1990 au milieu des années 2010, reconverti entraîneur. En avril 2023, il est nommé entraîneur principal du C' Chartres Métropole handball en première division française.
Le gardien serbe défend les couleurs de quatre clubs français. Il se révèle avec Istres (2001-2004) puis poursuit à Chambéry (2004-2008), Montpellier (2008-2010) puis Dijon (2010-2016). Au MHB, il enrichit son palmarès de deux championnats de France, deux Coupes de France et une Coupe de la Ligue. Il compte alors déjà deux Championnats de Serbie-et-Monténégro.

## Biographie

### Début de carrière
Son frère Slaviša Stojinović, de quatre ans son cadet, est aussi gardien de but de handball. Les deux hommes jouent même côte à côte lorsque Slavisa atteint l’âge de jouer en seniors. Les deux frères évoluent pour le Metaloplastika Šabac, l’aîné en tant que numéro un et le second en tant que doublure. Il évolue ensuite à plusieurs reprises face à face en professionnel.
Nebosja est donc formé dans le club de sa ville natale, au Metaloplastika Šabac, et y évolue jusqu'à ses 24 ans.
Il rejoint les couleurs monténégrines de RK Lovćen Cetinje en 1999.

### Arrivée en France (2001-2010)
Stojinovic rejoint ensuite la France où il évolue pendant 15 ans, à l'Istres OPH d'abord, puis au Chambéry SH, ensuite au Montpellier Handball.
En 2009-2010, le MHB manque la qualification pour le final four de la Ligue des champions contre Medvedi Tchekhov. En fin de saison, Nebojsa Stojinovic quitte le MHB sur un second titre de champion de France.

### Fin à Dijon (2010-2016)
À l'été 2010, Stojinovic signe un contrat de deux années avec le club de Dijon Bourgogne Handball. Le gardien de but de l'équipe nationale serbe a depuis 2009 également la nationalité française. En décembre 2013, le gardien déclare : « Au début, je suis venu à Dijon pour jouer en LNH. Mais le club est descendu au bout d’une saison en D2. J’étais sous contrat et je n’ai pas cherché non plus à partir parce qu’il y avait de nouveaux objectifs, avec un nouveau président. C’était un nouveau départ ».
Capitaine du DBHB depuis le début de la saison 2012-2013, l'équipe se qualifie pour les barrages d'accession en première division, qu'elle remporte face à Mulhouse. Stojinovic est élu meilleur gardien du Championnat de France de D2 2012-2013.
Monté en LNH avec Dijon, Nebojsa Stojinovic contracte une déchirure aux ischio-jambiers début novembre 2013 qui l'éloigne des parquets pour trois semaines. Nebojsa Stojinovic a fait son retour un mois plus tard lors du Hand Star Game, le 7 décembre à Bercy avec la sélection étrangère.
En fin de contrat, Nebojsa Stojinovic termine la saison 2014-2015 e avec le club de Dijon sans savoir quelle suite donner à sa carrière. Capitaine du DBHB et élément clé du collectif depuis son arrivée en 2010, le portier serbe de quarante ans décide durant le mois d'août de poursuivre l’aventure pour une année supplémentaire avec Dijon, un des favoris à la montée en LNH. Il déclare à ce moment-là : « L’année dernière, j’avais un peu perdu le plaisir car on vivait une saison difficile. Mais avec l’arrivée de Jackson Richardson et les ambitions du club, je me suis dit que physiquement j’étais encore capable d’être en phase avec des objectifs élevés pendant un an ».
Début mars 2016, à bientôt 41 ans, Nebojsa Stojinovic est élu meilleur joueur de la 17e journée de ProD2 par le site Handnews.fr. Le gardien serbe est auteur de 25 arrêts à 50% de réussite et écœuré les tireurs d'Angers (37-25). Dijon se qualifie pour les barrages d'accession. Nebojsa Stojinovic fait se lever le public du palais des sports de Dijon lors de la finale aller contre Sélestat fin mai (29-26). Cela ne suffi pas au match retour puisque c’est le SAHB qui obtient la montée au plus haut niveau. À 41 ans, le gardien décide de mettre un terme à sa carrière alors qu'il réalise encore 33% d'arrêt sur sa dernière saison.

### Entraîneur
Après près de deux ans de coupure après sa carrière de joueur, Nebojsa Stojinovic retrouve son club formateur du Metaloplastika Šabac. Il devient aussi entraîneur des gardiens de l'équipe première puis aussi de l'équipe nationale de Serbie.
Pour la saison 2020-2021, Nebojša Stojinović est nommé entraîneur des gardiens du C' Chartres Métropole handball au sein du staff de Toni Gerona,. Son rôle est de s'occuper de Nebojša Grahovac et de Kim Sonne-Hansen, mais aussi de prendre part de manière intégrante à la vie du staff. « Ma première mission sera de travailler en duo avec Toni et de l’aider au maximum afin d’obtenir le meilleur résultat possible. J’aurais également le rôle de travailler avec les gardiens de but de l’équipe professionnelle et les gardiens de centre de formation. J’interviendrai dans l’équipe jeune et au Pôle espoirs pour les gardiens » explique-t-il à son arrivée.
Mi-mars 2023, le C' Chartres MHB annonce que Stojinović succédera à Toni Gerona, non conservé au terme de son contrat, à la tête de l'équipe chartraine. Le préparateur physique d'alors, Amor Khedria, sera son adjoint. Mais Toni Gerona est finalement démis de ses fonctions mi-avril, avant même la fin de son contrat, à la suite des mauvais résultats de Chartres. Avec quelques mois d'avance, Stojinović prend alors la tête de l'équipe qui vit alors sept défaites en huit matchs sur ce début d'année 2023 et est quatorzième et premier non-relégable, avec deux points d'avance en Starligue.

## Palmarès

### En club
En deux saisons au Montpellier Handball, Nebojša Stojinović enrichit son palmarès de deux championnats de France, deux Coupes de France et une Coupe de la Ligue.
Il compte alors déjà deux Championnats de Serbie-et-Monténégro.
- Championnat de Serbie-et-Monténégro (2)
  - Vainqueur : 2000, 2001.
- Championnat de France (2)
  - Vainqueur : 2009, 2010
  - Vice-champion : 2006, 2008
- Coupe de France (2)
  - Vainqueur : 2009, 2010
  - Finaliste : 2005
- Coupe de la Ligue (1)
  - Vainqueur : 2010

### En équipe nationale
- 43 sélections en équipe de RF Yougoslavie Junior[réf. nécessaire]

### Distinctions individuelles
- Meilleur gardien (moyenne et nombre d'arrêts) du Championnat de France en 2003-2004[18] et 2005-2006
- Élu meilleur gardien du Championnat de France de D2 2012-2013